# Manuel Pelegrina
Manuel Pelegrina (San Vicente, 29 november 1919 – La Plata, 23 november 1992) was een Argentijnse voetballer. Hij is de speler die de meeste goals gemaakt heeft voor Estudiantes La Plate en staat op de zesde plaats in de topschutterslijst van de Argentijnse competitie. 
Hij begon zijn carrière bij Estudiantes in 1938 en speelde er tot 1952 toen hij samen met Ricardo Infante de club omruilde voor Huracán. Na één seizoen keerde hij echter terug naar Estudiantes. Na zijn tweede vertrek in 1956 speelde hij bij Defensores de Cambaceres in de lagere reeksen. 
Hij stierf in 1992 aan een longontsteking. 